# Федерализъм
Федерализмът (фр. federalisme, от лат. fоеdus – договор, съюз) е основен принцип на федерацията, признаване на политическия идеал за федеративно устройство на държавата, стремеж или да се обединят няколко отделни държави във федерация, или една унитарна държава да се превърне във федеративна. Федералистите са привърженици на федеративната държава. В първата половина на XIX век сред демократите и радикалите е доста широко разпространена вярата в настъпването на време, „когато народите ще забравят разприте и ще се обединят в едно семейство“; такова, по думите на Пушкин, е било убеждението на Мицкевич, така са мислели и мнозина други; убеден привърженик на идеята е бил Джузепе Мацини.
В Европа понякога наричат „федералисти“ („федерали“) онези, които поддържат идеята за общо федерално правителство, с разпределение на властите на регионално, национално и наднационално нива. Европейският федерализъм възниква в следвоенна Европа и една от най-важните инициативи в тази посока е речта на Уинстън Чърчил в Цюрих през 1946 г.
Федерацията е форма на териториално-политическа организация, която обединява в единна политическа система държавното единство и разнообразието на регионалните особености. Разделението на властта между централното (федерално) управление и това на териториалните единици, наричани най-често щати, които образуват федерацията, е конституционно установено и комбинира самоуправление на отделните щати и споделена власт с федералното управление, както и обща отговорност за съхраняването на федерацията. Федерацията комбинира ефективна централна власт, която да решава общите проблеми, със запазването на регионалната автономност и специфика. Тя предлага институционално решение за съчетаване на различни малцинствени интереси в единна държавна система или на интересите на малцинствена група с тези на мнозинството.

## Характеристики
Федералните политически системи имат няколко специфични характеристики:
1. Централното (федерално) правителство и тези на отделните щати се избират директно от гражданите.
2. Законодателната, изпълнителната власт и източниците на приходи са разпределени между федералното и щатското управление и във всеки щат има законодателни, изпълнителни и административни органи, съответстващи на федералните такива.
3. Във федералните системи има писана конституция, която определя и защитава това разпределение, което не може да бъде изменяно едностранно от федералната или от щатските власти. При спорове относно границите на конституционни правомощия между федералната власт и управлението на регионалните единици ролята на арбитър и гарант за спазването на конституцията има висша съдебна институция – най-често върховен съд.
4. Във федерациите се установяват специфични процедури и институции, които да улесняват административното и политическо взаимодействие между федералното управление и щатските власти. Сред централните институции особено важен е законодателният орган, който е двукамарен, за да бъдат адекватно представени и включени интересите на щатите и техните малцинства и групи във федералния законодателен процес.

Федерални държави са САЩ, Канада, Швейцария, Мексико, Австралия, Индия, Русия и др.